# برایان کلی (کارگردان)
برایان کلی (انگلیسی: Brian Kelly) یک کارگردان تلویزیونی اهل بریتانیا است.
از فیلم‌ها یا مجموعه‌های تلویزیونی که وی در آن‌ها نقش داشته‌است می‌توان به دانتون ابی و غریبه اشاره نمود.